# Operacja Tewat No’ach
Operacja Tewat No’ach (hebr. מבצע תיבת נוח/מבצע תיבת נח, Miwca Tewat No’ach, dosł. operacja „Arka Noego”, ang. Karine A Affair) – izraelska operacja wojskowa przeprowadzona 3 stycznia 2002 roku przez Izraelski Korpus Morski na Morzu Czerwonym (ok. 40 km od Szarm el-Szejk i ok. 500 km od Ejlatu).  
Celem operacji było zatrzymanie i przejęcie frachtowca „Karine A”, który, wg izraelskiego wywiadu i CIA, był jednostką palestyńską, transportującą broń dla Autonomii Palestyńskiej z Iranu. Akcja zakończyła się sukcesem, żadna ze stron nie poniosła w niej strat śmiertelnych. Załoga została aresztowana, a na pokładzie statku znaleziono ok. 50 ton uzbrojenia (karabinów maszynowych, pocisków rakietowych i ładunków wybuchowych). 

## Tło operacji
Według Izraelczyków w trakcie drugiej intifady, która rozpoczęła się w 2000 roku, Palestyńczycy kilkukrotnie podejmowali próby pozyskania i przemytu amunicji, broni maszynowej oraz pocisków rakietowych. W działania te mieli być zaangażowani urzędnicy ze struktur Autonomii Palestyńskiej . Zakup broni przez władze Palestyńczyków był sprzeczny z postanowieniami podpisanych w latach 90. XX wieku Porozumień z Oslo, które stanowiły, że Autonomia Palestyńska nie może dokonywać zakupu broni. Największego zagrożenia izraelska armia upatrywała w pociskach rakietowych, które pozwoliłyby Palestyńczykom na ostrzał terytorium Izraela ze Strefy Gazy . Izrael wówczas nie posiadał systemów obrony powietrznej, które mogłyby przechwytywać pociski rakietowe .
W styczniu 2001 roku Izraelczycy zajęli statek „Calypso”, który miał transportować broń do Strefy Gazy . Z kolei w maju 2001 roku doszło do przechwycenia kolejnego statku o nazwie „Santorini”. Załoga miała na celu przetransportowanie broni z Libanu w okolice wybrzeża Egiptu. Broń miała być zapakowana w beczki, które wyrzucono by do morza, a następnie prądy morskie miały je przenieść w okolice Strefy Gazy. Izraelski Korpus Morski na pokładzie „Santorini” przechwycił moździerze, amunicję, broń maszynową, pociski rakietowe oraz pociski do wyrzutni 9K32 Strieła-2 . 

## Przebieg operacji

### Przygotowania wywiadowcze
Przesłuchania przeprowadzone po aresztowaniu załogi statku „Santorini” ujawniły izraelskiemu wywiadowi informacje na temat wysoko postawionych funkcjonariuszy palestyńskiej policji i polityków powiązanych z Arafatem, którzy zaangażowani byli w nielegalne pozyskiwanie broni dla Autonomii Palestyńskiej .
W październiku 2001 roku izraelski wywiad trafił na raporty dotyczące zaangażowania podpułkownika palestyńskiej straży ochrony wybrzeża Omara Akawiego; Adela Mughrabiego, współpracownika Jasira Arafata oraz Ri’ada Abdullaha w próbę pozyskania broni. Izraelczycy natrafili także na informację o transakcji przeprowadzonej w Sudanie na kwotę 800 000 dolarów amerykańskich. 21 listopada izraelski wywiad morski poinformował, że z Sudanu w kierunku Jemenu wypłynął statek, który najprawdopodobniej został zakupiony podczas wspomnianej transakcji. Do tej pory Izraelczycy wciąż nie znali jednak nazwy statku. 4 grudnia izraelski wywiad podał, że jednostka w przeszłości miała nosić nazwę „Rim K” . 
7 grudnia izraelski wywiad poinformował, że jednostka znalazła się w Dubaju, co potwierdziło wcześniejsze przypuszczenia, że statek może być zaangażowany w przemyt broni z rejonu Zatoki Perskiej lub Iranu. Trzy dni później Izraelczycy zidentyfikowali aktualną nazwę statku - „Karine A” . Gilboa podaje, że to amerykański wywiad przekazał Izraelczykom plany statku ze stoczni w Vigo w Hiszpanii, gdzie jednostka została zbudowana. Miała to pozwolić na identyfikację jednostki . Statek miał zostać nabyty przez Irakijczyka posiadającego skrytkę pocztową w Jemenie, a zarejestrowany w Tonga. Jednak naprawdę został zarejestrowany w Pireusie. Nazwa jednostki miała zostać zmieniona wyłącznie na kadłubie poprzez domalowanie przedrostka i modyfikację istniejących liter . 11 grudnia Izraelczycy zgubili ślad statku, co wzmogło panikę wśród wojskowych. Nie wiedziano, jaki kurs obrała „Karine A”. Na następny dzień dowódca Izraelskiego Korpusu Morskiego gen. mjr Jedidja Ja’ari poprosiło pomoc CIA w zlokalizowaniu jednostki. 17 grudnia Amerykanie poinformowali o tym, iż statek znajdował się w Adenie w Jemenie i miał wyruszyć w stronę Strefy Gazy .
Sztab Generalny Sił Obronnych Izraela zwrócił się do Amerykanów z prośbą o zatrzymanie statku. Odpowiedź była jednak negatywna, argumentowana tym, iż siły amerykańskie były w tym czasie skupione na innych zadaniach. W związku z tym Izraelczycy podjęli prace nad planem przechwycenia jednostki własnymi siłami . 

### Przygotowania do operacji
Mimo informacji wywiadowczych od Amerykanów i potwierdzenia nazwy jednostki Szef Sztabu Generalnego Sił Obronnych Izraela ppłk Sza’ul Mofaz nie był pewny, czy należy zarekomendować przeprowadzenie operacji premierowi i ministrowi obrony. Gazeta „Ha-Arec” podała, że Mofaz miał odbyć lot zwiadowczy nad jednostką w celu osobistego potwierdzenia ewentualnego celu operacji . Z kolei Bochbot podał, że Mofaz nakazał sfotografowanie statku z powietrza. Na zdjęciach lotniczych zidentyfikowano i potwierdzono nazwę jednostki . 
Zdecydowano się, że do przechwycenia „Karine A” dojdzie na Morzu Czerwonym. Wymagało to jednak zaangażowania większej ilości środków. Od czasu wycofania się izraelskich sił z Synaju, wszystkie duże okręty wojenne zostały przebazowane na Morze Śródziemne. W Ejlacie pozostały okręty patrolowe typu Dwora, zbyt małe, aby służyć jako jednostki transportujące łodzie desantowe. Ponadto okręty patrolowe tego typu mogłyby maksymalnie wziąć udział w operacji mającej miejsce do 220 km od Ejlatu. Innym problemem była także duża ilość postronnych statków, które mogłyby znaleźć się w obszarze operacji. Okręty typu Dwora były jednak jedynymi izraelskimi jednostkami o odpowiednim potencjale bojowym w Zatoce Akaba. Bliskość wód terytorialnych Egiptu mogła również stanowić problem dla Izraelczyków w razie popełnienia jakiegokolwiek błędu .
Dowództwo nad operacją na morzu powierzono płk Eliemu Maromowi, dowództwo nad oddziałem komandosów Szajjetet 13 objął płk Dror Friedman. 
Do operacji oddelegowano jednostkę specjalną Izraelskiego Korpusu Morskiego Szajjetet 13. Transport żołnierzy miał się odbyć na pokładach śmigłowców UH-60 Black Hawk. Wsparcie z powietrza zapewniały śmigłowce CH-35 Jasur i AH-64 Saraf . Ze 120 Eskadry oddelegowano zwiadowcze IAI 1124N Szachaf. Latające centrum dowodzenia ulokowano na pokładzie Boening 707 Re’em . Dodatkowym wsparciem miała być także Jednostka Ratunkowa 669. Ponadto do udziału oddelegowano myśliwce F-15 Ra’am. Marom podaje, że pod jego dowództwem znalazł się także holownik z portu morskiego w Ejlacie, który zmodyfikowano tak, aby mógł transportować paliwo dla jednostek pływających, biorących udział w operacji .
Dowództwo zadecydowało, że okręt zostanie przechwycony 4 stycznia. Jednak synoptycy marynarki wojennej podali, że w tym dniu na morzu będzie sztorm, co utrudniłoby, a nawet zagroziłoby przeprowadzeniu desantu ze śmigłowców. Izraelczycy postanowili przełożyć dzień operacji na 3 stycznia, zmieniono także miejsce operacji. Tym razem przejęcie miało nastąpić 500 km od Ejlatu, 40 km od Szarm-el Szejk. Przejęcie miała zostać przeprowadzone w krótkim czasie ze względu na dużą odległość od Izraela oraz ze względu na ograniczenia paliwowe śmigłowców w rejonie operacji  .

### Przeprowadzenie operacji

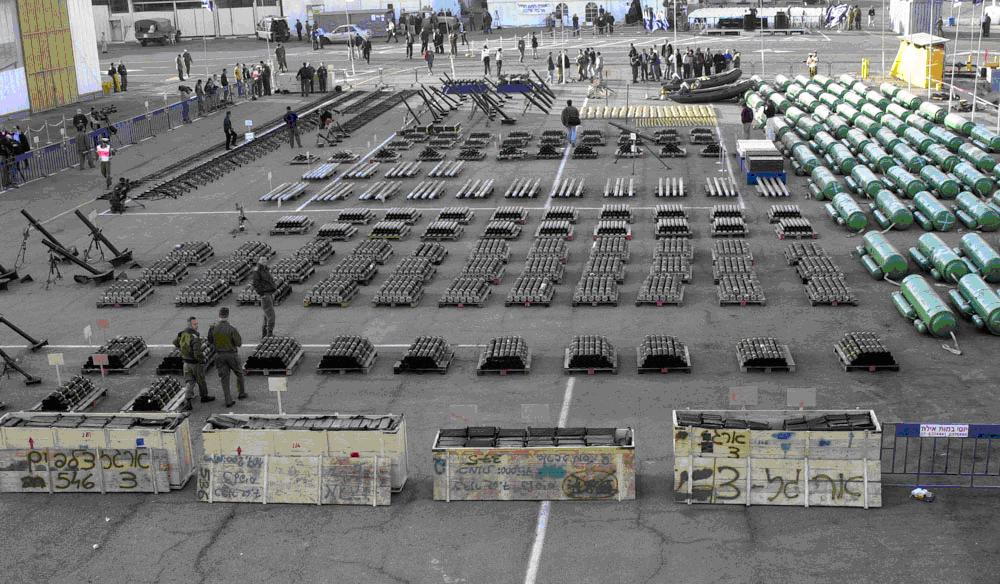
Uzbrojenie wyładowane ze statku.

O godzinie 3:45 rozpoczęto operację , w odległości 150 km od wejścia do Kanału Sueskiego . Śmigłowce UH-60 nadleciały nad statek i rozpoczęły desantowanie komandosów Szejjetet 13. Zajęcie „Karine A” miało trwać siedem lub 10 minut . Załoga statku składała się z dwóch palestyńskich policjantów, trzech obywateli Libanu i pięciu Egiptu. Nie stawiali oni oporu. Strona izraelska również nie poniosła strat . Początkowo komandosi nie potwierdzili, że na pokładzie statku znajdowała się broń. Znaleziono tylko worki z ryżem. Dopiero po przesłuchaniu załogi okazało się, że zapieczętowane w Iranie kontenery i pojemniki z bronią znajdowały się w ładowniach pod dziecięcymi zabawkami . Marom podaje, że powrót do Ejlatu trwał półtora dnia ze względu na sztorm i burzę. W jej trakcie doszło do rozdzielenia się izraelskich okrętów . 

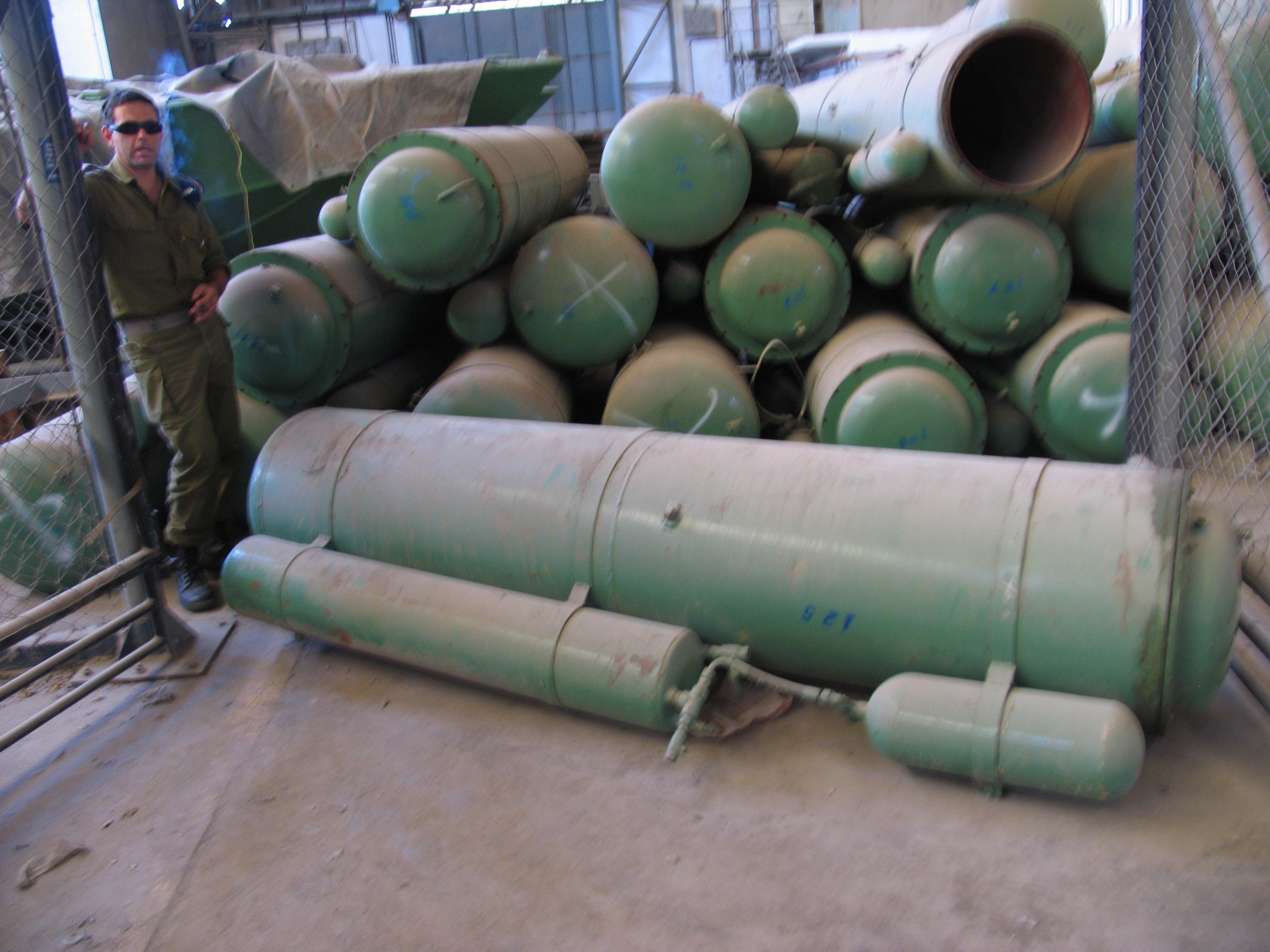
Pojemniki na broń znalezione na statku.

„Karine A” wszedł do portu w Ejlacie 4 stycznia pod izraelską banderą o godzinie 19:45 . Izraelczycy podali, że statek przewoził pociski rakietowe kal. 120 mm i 107 mm, pociski moździerzowe kal. 120 mm, 80 mm i 60 mm, karabiny snajperskie, amunicję, karabinki Kałasznikowa, przeciwpancerne pociski kierowane 9M14 Malutka. Łącznie ok. 50 ton uzbrojenia . Jego część była zapakowana w specjalne wodoodporne pojemniki, które zdaniem Izraelczyków, były produkowane wyłącznie w Iranie. Zostały one wyposażone w specjalny system umożliwiający użytkownikom zaprogramowanie głębokości zanurzenia w wodzie, aby nie były widoczne dla obserwatorów. Według izraelskich ustaleń jeden z obywateli Libanu na „Karine A” miał być członkiem Hezbollahu przeszkolonym w ich użytkowaniu.

## Następstwa i reakcje na operację
Izrael

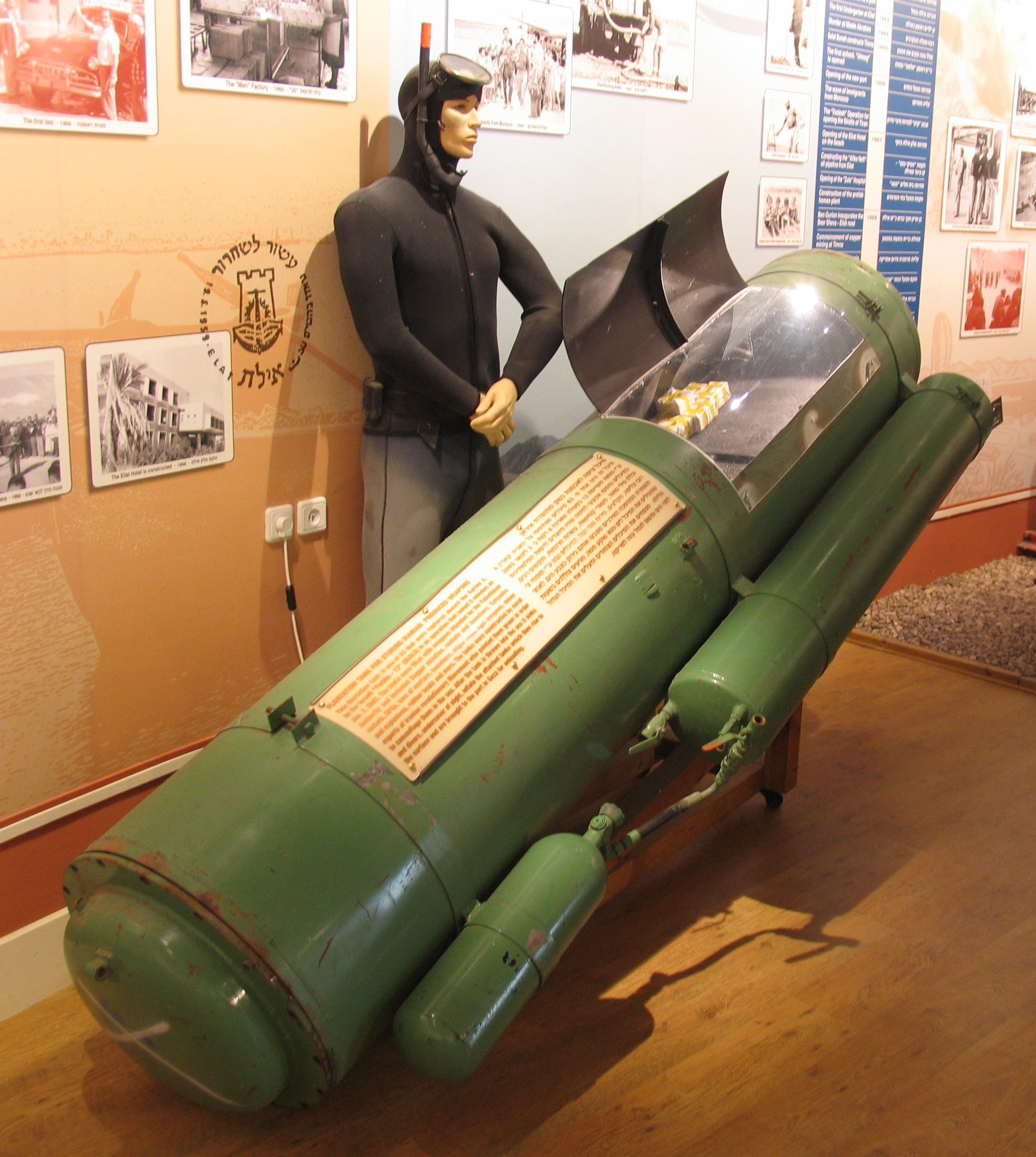
Irański zanurzalny pojemnik na broń w Muzeum Miejskim Ejlatu.

6 stycznia 2002 roku premier Ariel Szaron wydał oświadczenie z okazji przeprowadzenia operacji. Wydarzenia z 3 stycznia uznał za „kamień milowy” w „trwającej, sprawiedliwej wojnie z terroryzmem Autonomii Palestyńskiej i jej przywódcy”. Ponadto premier stwierdził, że znaleziona na frachtowcu broń świadczyła o wrogich zamiarach władz palestyńskich i przygotowaniach do kolejnych zamachów terrorystycznych, a także potwierdza opinie o tym, iż Jasir Arafat przedkładał działania zbrojne nad dobrobyt Palestyńczyków.
Ówczesny Szef Sztabu Generalnego Sił Obronnych Izraela Sza’ul Mofaz zaznaczył, że odkrycie różnych rodzajów broni dalekiego zasięgu na pokładzie „Karine A” stanowi pogwałcenie wszystkich traktatów i porozumień zawartych pomiędzy Izraelem a Autonomią Palestyńską. 
Rzecznik prasowy Ministerstwa Spraw Zagranicznych zapowiedział, że Szimon Peres podejmie na arenie międzynarodowej działania mające na celu uznanie Iranu za państwo wspomagające terroryzm.
W trakcie przesłuchania Omar Akawi, który dowodził statkiem, zeznał, że zakup broni został sfinansowany przez Iran. Uzbrojenie miało zostać przetransportowane do Egiptu, skąd następnie miało być przewiezione na mniejszych łodziach do Gazy. W październiku 2004 Omar Akawi został skazany przez izraelski sąd wojskowy na 25 lat pozbawienia wolności. Dwóch policjantów w stopniu oficera, którzy również znajdowali się na statku, skazano na 17 lat pozbawienia wolności . W październiku 2009 roku na karę 20 lat pozbawienia wolności skazano Fu’ada Szubakiego, m.in. za sfinansowanie zakupu „Karine A”, finansowanie Brygad Męczenników Al-Aksa, przemyt broni i amunicji.
 Unia Europejska
5 lutego 2002 roku Javier Solana wyraził zaniepokojenie powiązaniami Autonomii Palestyńskiej i Iranu, a także tym, że Palestyńczycy mieli dostęp do broni o mocy rażenia większej niż akceptowana przez społeczność międzynarodową. Solana wezwał Arafata do złożenia wyjaśnień w tej sprawie. Jednocześnie Unia Europejska zaakceptowała izraelską wersję wydarzeń .